# حريق فندق قرتال قايا 2025
حريق فندق قرتال قايا في 21 يناير 2025، اندلع حريق في فندق جراند قرتال في منتجع قرتال قايا للتزلج في محافظة بولي، تركيا. توفي ما لا يقل عن 79 شخصًا، بينما أصيب 51 آخرون.

## الحريق
بدأ الحريق في حوالي الساعة 3:27 صباحًا (توقيت تركيا) في فندق جراند قرتال المكون من 12 طابقًا، والذي يحتوي على 161 غرفة وكان يستضيف 238 ضيفًا في ذلك الوقت. ذكرت التقارير الأولية أن الحريق بدأ في قسم المطعم في الطابق الرابع من الفندق قبل أن ينتشر إلى الطوابق العلوية. وفقًا للشهود، فإن نظام الكشف عن الحرائق لم يعمل في الفندق. ولقد لجأ بعض شاغلي الغرف إلى استخدام الملاءات والبطانيات للنزول عبر النوافذ من غرفهم هروباً من ألسنة اللهب.
وصل لموقع الحادث حوالي 267 من أفراد الطوارئ، و30 مركبة إطفاء و28 سيارة إسعاف. وقال محافظ محافظة بولي، عبد العزيز آيدن ، إن وصولهم تأخر حتى الساعة 4:15 صباحًا بسبب موقع الفندق البعيد عن منطقة بولي وظروف الطقس المتجمدة. كما أثر موقع الفندق ووقوعه على جانب منحدر من الطريق على جهود المركبات في مكافحة الحرائق. ولقد أخلي فندق مجاور كإجراء احترازي.

## الخسائر
لقي 79 شخصا على الأقل مصرعهم في الحريق، بينهم اثنان قفزا من المبنى "في حالة ذعر". كما أصيب 51 آخرون، بينهم شخص في حالة خطيرة. كان لدى قرتال قايا عدد متزايد من الزوار وقتها بسبب العطلات المدرسية الشتوية، حيث تراوح معدل إشغال غرف الفندق من 80 إلى 90 بالمائة.

## ردود الفعل

### المنظمات الدولية
- الاتحاد الأوروبي: في يوم الثلاثاء 21 يناير، أعرب الاتحاد الأوروبي عن تضامنه مع تركيا إثر مصرع العشرات في حادث حريق في منتجع للتزلج شمال غربي تركيا. وقالت رئيسة المفوضية الأوروبية أورسولا فون دير لاين عبر حسابها على موقع إكس: «إن أوروبا تقف موحَّدة مع تركيا وشعبها في هذه المأساة». من جهتها أكدت الممثل الأعلى للاتحاد الأوروبي للشؤون الخارجية والسياسة الأمنية كايا كالاس أن الاتحاد الأوروبي يقف مع تركيا في هذه الأوقات الحزينة مُعبِّرة عن الحزن لفقدان الأرواح المأساوية في الحريق. وقدَّمت التعازي للضحايا وعائلاتهم مشددة على دعمها للمنقذين الذين يعملون للسيطرة على النيران. من جانبها أعربت رئيسة البرلمان الأوروبي روبرتا ميتسولا عن تقديرها لجهود عمال الطوارئ الذين يبذلون كل ما في وسعهم على الأرض لإنقاذ الأرواح.[عر 4]
- منظمة التعاون الإسلامي: في يوم الأربعاء 22 يناير، أعرب الأمين العام لمنظمة التعاون الإسلامي حسين إبراهيم طه عن خالص تعازيه لتركيا حكومةً وشعبًا إثر الحريق المأساوي الذي اندلع في أحد الفنادق داخل منتجع قرتال قايا للتزلج في ولاية بولو شمال غرب البلاد والذي أسفر عن عدد من الضحايا والمصابين. وأعرب طه في تصريح صحفي عن تعاطفه العميق مع أسر الضحايا وتمنياته بالشفاء العاجل للمصابين من جراء هذا الحادث مؤكدًا تضامن منظمة التعاون الإسلامي الثابت مع تركيا في هذا الظرف العصيب.[عر 5]
- رابطة العالم الإسلامي: في يوم الأربعاء 22 يناير، تقدَّمت رابطةُ العالم الإسلامي بخالص العزاء، وصادق المواساة للجمهورية التركية وعموم شعبها، ولذوي الضحايا خاصّةً، إثر حادثة حريق مبنى بمدينة بولو شمال غرب تركيا، وما نتج عنه من وفاة وإصابة عددٍ من الأشخاص. وأعربت الرابطة عن تضامُنِها الكاملِ مع الشعب التركي في هذا المُصاب المؤلم، سائلين المولى سبحانه أن يتغمّد المتوفين بواسع رحمته، وأن يمُنّ على المصابين بالشفاء العاجِل.[عر 6]

### عربيًّا
- البحرين: في يوم الثلاثاء 21 يناير، أعربت وزارة الخارجية البحرينية عن تعاطف مملكة البحرين وتضامنها مع الجمهورية التركية جراء اندلاع حريق بفندق في منتجع قرتال قايا للتزلج بمحافظة بولو شمال غربي البلاد، مما أسفر عن مقتل وإصابة عدد من الأشخاص، معبرة عن خالص تعازي مملكة البحرين ومواساتها للحكومة والشعب التركي الشقيق ولأسر وذوي الضحايا في هذا المصاب الأليم، وتمنياتها بالشفاء العاجل لجميع المصابين.[عر 7]
- الجزائر: في يوم الثلاثاء 21 يناير، أعربت الجزائر عن خالص تعازيها وتضامنها حكومةً وشعبًا مع تركيا إثر حادث الحريق المروع الذي اندلع بفندق داخل منتجع قرتال قايا بولاية بولو والذي أسفر عن سقوط عشرات الضحايا والمصابين. وقالت الرئاسة الجزائرية في بيان أن الرئيس عبد المجيد تبون تقدَّم بخالص العزاء لأخيه الرئيس التركي رجب طيب أردوغان إثر حريق شب بمنتجع محافظة بولو شمال غرب تركيا مخلفًا للعديد من الضحايا والمصابين.[عر 8]
- مصر: في يوم الثلاثاء 21 يناير، أعربت مصر عن خالص تعازيها وتضامنها مع تركيا حكومةً وشعبًا إثر حادث الحريق المروع الذي اندلع بفندق في منتجع قرتال قايا بولاية بولو الذي أسفر عن سقوط عشرات الضحايا والمصابين.[عر 9]
- العراق: في يوم الثلاثاء 21 يناير، أعربت وزارة الخارجية العراقية عن خالص تعازيها وتضامنها مع الجمهورية التركية الصديقة إزاء الحريق المأساوي الذي اندلع في أحد الفنادق بولاية بولو شمال غربي البلاد، والذي أسفر عن وقوع عدد من الضحايا والمصابين. وقدَّمت الوزارة بخالص تعازيها ومواساتها إلى حكومة وشعب الجمهورية التركية الشقيقة، وإلى أهالي وذوي الضحايا، سائلين المولى عز وجل أن يتغمد الضحايا بواسع رحمته، وأن يمنّ على المصابين بالشفاء العاجل.[عر 10]
- الأردن: في يوم الأربعاء 22 يناير، أعربت وزارة الخارجية وشؤون المغتربين عن أصدق التعازي والمواساة لحكومة وشعب جمهورية تركيا الشقيقة، بضحايا حريق في مدينة بولو شمال غرب تركيا، وأسفر عن وقوع ضحايا ومصابين. وأكَّد الناطق الرسمي باسم الوزارة سفيان القضاة تعاطف المملكة وتضامنها مع حكومة وشعب جمهورية تركيا الشقيقة، معبرًا عن أصدق التعازي والمواساة لأسر الضحايا، والتمنيات بالشفاء العاجل للمصابين.[عر 11]
- السعودية: في يوم الأربعاء 22 رجب/22 يناير، بعث كلٌّ من خادم الحرمين الشريفين سلمان بن عبد العزيز آل سعود وولي العهد محمد بن سلمان آل سعود برقية عزاء ومواساة للرئيس رجب طيب أردوغان رئيس الجمهورية التركية، إثر اندلاع حريق في منتجع بولاية بولو في الجمهورية التركية وما نتج عنه من وفيات وإصابات، وتضمَّنت البرقيتين خالص تعازيهما وصادق مواساتهما لفخامته وأسر الضحايا والشعب التركي الصديق، داعيان الله أن يتغمَّد المتوفين بواسع رحمته ويُسكنهم فسيح جناته وأن يُلهم ذويهم الصبر والسلوان، راجيان للمصابين الشفاء العاجل.[عر 12][عر 13]
- سوريا: في يوم الأربعاء 22 يناير، قدمت وزارة الخارجية السورية التعازي للحكومة والشعب التركي بعد مقتل العشرات من جراء حريق اندلع في فندق بولاية بولو شمال غربي البلاد. وقالت الوزارة في بيان: «الشعب السوري يعرب عن عميق حزنه إثر المأساة التي وقعت في كارتال كايا وأدت إلى وفاة أكثر من 76 شخصاً. نقدم عزاءنا ومواساتنا للعائلات المكلومة، وندعو بالشفاء العاجل للمصابين». وأضافت الوزارة: «كان الشعب التركي الشقيق معنا وداعماً لنا دوماً في أشد لحظاتنا، واليوم وغداً يقف السوريون بجانب إخوتهم الأتراك في محنتهم، راجين تجاوزها بأقرب وقت».[عر 14]
- عُمان: في يوم الأربعاء 22 يناير، بعث السلطان هيثم بن طارق برقية تعزية ومواساة إلى الرئيس رجب طيب أردوغان رئيس جمهورية تركيا في ضحايا الحريق الذي اندلع بمنتجع للتزلج في محافظة بولو. ضمّنها خالص تعازيه وصادق مواساته لفخامته وأسر الضحايا والشعب التركي الصديق، داعيًا الله أن يتغمَّد المتوفين بواسع رحمته ويُسكنهم فسيح جناته وأن يُلهم ذويهم الصبر والسلوان، راجيًا للمصابين الشفاء العاجل.[عر 15]
- ليبيا: في يوم الأربعاء 22 يناير، أكدت حكومة الوحدة الوطنية تضامنها الكامل مع تركيا بعد فاجعة حريق الفندق. وأكدت وزارة خارجية حكومة الوحدة في بيان لها «تضامنها الكامل مع تركيا، حكومة وشعبا، في مواجهة آثار هذه الكارثة».[عر 16]

### دوليًّا
- ألمانيا: في يوم الثلاثاء 21 يناير، قدَّم الرئيس الألماني فرانك-فالتر شتاينماير تعازيه للرئيس التركي رجب طيب أردوغان في الأشخاص الذين فقدوا أرواحهم في منتجع قرتال قايا للتزلج بولاية بولو. وأعرب المستشار الألماني أولاف شولتس عن حزنه العميق إزاء أنباء الحريق في قرتال قايا، وقدَّم تعازيه لأسر الضحايا. وأعربت وزيرة الخارجية الألمانية أنالينا بيربوك عن حزنها العميق إزاء صور الحريق الذي اندلع في منتجع قرتال قايا للتزلج، وأعربت عن دعمها لأسر وأقارب الذين فقدوا أرواحهم في الحريق وتمنت الشفاء العاجل للمصابين.[إنج 5]
- أرمينيا: في يوم الثلاثاء 21 يناير، أعربت وزارة الخارجية الأرمينية عن تعازيها لتركيا في أعقاب الحريق الذي اندلع في منتجع للتزلج، وجاء في بيان للوزارة: «نشعر بحزن عميق إزاء الحريق المأساوي الذي أودى بحياة العشرات وأفكارنا مع الضحايا وعائلاتهم ونتمنى للضحايا الشفاء العاجل».[إنج 6]
- أذربيجان: في يوم الثلاثاء 21 يناير، أعربت وزارة الخارجية الأذربيجانية عن تعازيها لتركيا، وعلَّقت الوزارة على حسب وكالة الأنباء الأذربيجانية في منصة إكس قائلت: «لقد أصابتنا حزنًا عميقًا للتقارير التي أفادت بمقتل وإصابة أشخاص نتيجة حريق في منتجع التزلج في قرتال قايا بولاية بولو في تركيا. نتقدم بخالص تعازينا لتركيا الشقيقة، ولأسر وأقارب الأشخاص الذين لقوا حتفهم في حادث مأساوي، ونتمنى الشفاء العاجل للمصابين».[إنج 7]
- إثيوبيا: في يوم الثلاثاء 21 يناير، قدمت وزارة الخارجية الإثيوبية رسالة تعزية لأولئك الذين فقدوا أرواحهم في حريق المنتجع. وفي البيان، أعربت الوزارة عن حزنها العميق إزاء الخسائر في الأرواح والإصابات الناجمة عن الحريق وقالت: «تعرب الوزارة عن تعازيها القلبية لأسر الضحايا وتتمنى الشفاء العاجل للمصابين في هذا الحريق المأساوي. وتعرب إثيوبيا عن تضامنها مع حكومة وشعب تركيا في هذه الفترة الصعبة».[إنج 5]
- إيران: في يوم الثلاثاء 21 يناير، قدَّم الرئيس الإيراني مسعود بزشكيان تعازيه إلى الرئيس رجب طيب أردوغان في ضحايا الحريق الذي اندلع في منتجع قرتال قايا للتزلج بولاية بولو. وأصدرت الرئاسة الإيرانية بيانًا أعربت فيه عن تعازيها للرئيس أردوغان والشعب التركي في أعقاب حريق الفندق في بولو. وأصدرت وزارة الشؤون الخارجية الإيرانية بيانا آخر نيابة عن الحكومة قدمت فيه تعازيها ورسائل تضامنها مع أسر الضحايا، وكذلك مع حكومة وشعب تركيا.[إنج 5][عر 17]
- بلجيكا: في يوم الثلاثاء 21 يناير، قدَّم وزير الخارجية والشؤون الأوروبية والتجارة الخارجية والمؤسسات الثقافية الفيدرالية البلجيكية برنارد كوينتن [الإنجليزية] بعثة تعزية لأولئك الذين فقدوا أرواحهم في الحريق الذي اندلع في ولاية بولو بمنتجع قرتال قايا للتزلج.[إنج 5]
- البوسنة والهرسك: في يوم الثلاثاء 21 يناير، بعثت رئيسة مجلس الرئاسة في البوسنة والهرسك جيلكا تسفيانوفيتش رسالة تعزية إلى الرئيس رجب طيب أردوغان، متمنية الصبر لأسر الذين فقدوا أرواحهم بسبب الحريق والشفاء العاجل للمصابين.[إنج 5]
- جورجيا: في يوم الثلاثاء 21 يناير، بعث رئيس الوزراء الجورجي إيراكلي كوباخيدزه رسالة تعزية إلر الرئيس التركي رجب طيب أردوغان في ضحايا الحريق الذي اندلع في منتجع قرتال قايا للتزلج بولاية بولو، وقال في حسابه على منصة إكس: «أشعر بحزن عميق إزاء الحريق المدمر الذي اندلع في فندق منتجع كارتال كايا للتزلج في تركيا. أقدم دعمي الكامل للرئيس أردوغان».[إنج 5]
- فرنسا: في يوم الثلاثاء 21 يناير، أعرب وزير الخارجية الفرنسي جان نويل بارو عن تعازيه لأسر الضحايا الذين لقوا حتفهم بسبب الحريق في كارتال كايا. وأكد بارو أن فرنسا تقف متضامنة مع الشعب التركي في محنته.[إنج 5]
- جمهورية التشيك: في يوم الثلاثاء 21 يناير، أعرب رئيس الوزراء التشيكي بيتر فيالا عن حزنه العميق إزاء حريق الفندق في منطقة كارتال كايا في بولو، وأرسل رسالة تعزية إلى عائلات الضحايا.[إنج 5]
- كولومبيا: في يوم الثلاثاء 21 يناير، بعثت وزارة الخارجية الكولومبية برسالة تضامن إلى الشعب التركي في أعقاب الحريق المأساوي الذي اندلع في الفندق في تركيا. وأعربت الوزارة عن تعازيها لأسر الضحايا وتمنت الشفاء العاجل للجرحى.[إنج 5]
- روسيا: في يوم الثلاثاء 21 يناير، أعرب الرئيس الروسي فلاديمير بوتين عن تعازيه لنظيره التركي رجب طيب أردوغان في ضحايا الحريق الذي اندلع في أحد فنادق منتجع قرتال قايا للتزلج في ولاية بولو. ونقل بوتين في برقية تعزية نشرها موقع الكرملين الإلكتروني تعازيه الحارة لعائلات الضحايا وأصدقائهم وتمنياته بالشفاء العاجل للمصابين.[عر 18]
- اليونان: في يوم الثلاثاء 21 يناير، أعرب رئيس الوزراء اليوناني كيرياكوس ميتسوتاكيس ووزارة الخارجية اليونانية عن حزنهما إزاء الخسائر في الأرواح الناجمة عن حريق في منتجع شهير للتزلج في شمال غرب تركيا. وقال رئيس الوزراء في حسابه على منصة إكس: «أشعر بحزن عميق إزاء الخسارة المأساوية للأرواح في حريق منتجع التزلج في بولو بتركيا. نيابة عن اليونان، أتقدم بخالص التعازي لأسر الضحايا وأتمنى الشفاء العاجل للمصابين».[إنج 5]
- الصين: في يوم الأربعاء 22 يناير، قالت المتحدثة باسم وزارة الخارجية الصينية ماو نينغ إن الصين تعرب عن خالص تعازيها في ضحايا الحريق الذي اندلع حديثًا في فندق بمنتجع قرتال قايا للتزلج في تركيا. وقالت: «تعرب الصين عن عميق حزنها إزاء الحريق الشديد الذي اندلع في مقاطعة بولو بشمال غربي تركيا، وتعرب عن حزنها على سقوط ضحايا، وتعبر عن تعازيها القلبية لأسر الضحايا وتعاطفها مع المصابين، وتتمنى الشفاء العاجل للمصابين».[عر 19]
- بيلاروس: في يوم الأربعاء 22 يناير، أعرب الرئيس البيلاروسي ألكسندر لوكاشينكو عن تعازيه لنظيره التركي رجب طيب أردوغان في ضحايا الحريق الذي اندلع في منتجع قرتال قايا للتزلج.[إنج 8]

### تركية
1. ↑  . 23 يناير 2025 https://www.aa.com.tr/tr/gundem/kartalkayadaki-otel-yangininda-hayatini-kaybedenlerin-sayisinin-78-oldugu-aciklandi/3459881. {{استشهاد ويب}}: |url= بحاجة لعنوان (مساعدة) والوسيط |title= غير موجود أو فارغ (من ويكي بيانات) (مساعدة)
2. ↑  "Hotel in Turkey Fire Lacked Basic Safety Measures, Hurriyet Says" (بالإنجليزية). 23 Jan 2025. Retrieved 2025-01-24.
3. ↑   https://www.aa.com.tr/tr/gundem/kartalkaya-kayak-merkezinde-bir-otelde-cikan-yanginda-66-kisi-hayatini-kaybetti-51-kisi-yaralandi/3456715. {{استشهاد ويب}}: |url= بحاجة لعنوان (مساعدة) والوسيط |title= غير موجود أو فارغ (من ويكي بيانات) (مساعدة)
4. ↑  "Bolu Kartalkaya'da otel yangını: 66 kişi hayatını kaybetti, dört kişi gözaltında". BBC News Türkçe (بالتركية). 21 Jan 2025. Archived from the original on 2025-05-28. Retrieved 2025-01-21.
5. ↑  "SON DAKİKA BOLU KARTALKAYA YANGIN HABERLERİ: Bolu Kartalkaya Kayak Merkezi'nde 237 kişinin konakladığı otelde yangın: 66 ölü, 51 yaralı". Milliyet (بالتركية). 21 Jan 2025. Archived from the original on 2025-01-21. Retrieved 2025-01-21.
6. ↑  Oksijen, Gazete (21 Jan 2025). "Bakan Yerlikaya açıkladı: Kartalkaya'daki yangın faciasında 66 can kaybı var" (بالتركية). Archived from the original on 2025-02-17. Retrieved 2025-01-21.

### إنجليزية
1. 1 2 3 4 5  "At least 66 dead and 51 injured in a hotel fire at a ski resort in northwestern Turkey". AP News (بالإنجليزية). 21 Jan 2025. Archived from the original on 2025-05-13. Retrieved 2025-01-21.
2. 1 2  "Turkey fire: Scores killed as hotel engulfed by flames in ski resort of Bolu". www.bbc.com (بالإنجليزية البريطانية). Archived from the original on 2025-05-04. Retrieved 2025-01-21.
3. 1 2 3 4  Haq, Gul Tuysuz, Alex Stambaugh, Sana Noor (21 Jan 2025). "66 killed as fire breaks out at ski resort hotel in northwestern Turkey". CNN (بالإنجليزية). Archived from the original on 2025-04-06. Retrieved 2025-01-21.{{استشهاد ويب}}:  صيانة الاستشهاد: أسماء متعددة: قائمة المؤلفين (link)
4. ↑  "Turkey fire: Scores killed as hotel engulfed by flames in ski resort of Bolu". bbc (بالإنجليزية البريطانية). Archived from the original on 2025-05-04. Retrieved 2025-01-21.
5. 1 2 3 4 5 6 7 8 9 10  "Messages of condolence pour in over fire in Kartalkaya". دائرة الاتصال في الرئاسة التركية (بالإنجليزية). 21 Jan 2025. Retrieved 2025-01-24.
6. ↑  "Armenian Foreign Ministry expresses condolences to Turkey over Bolu fire". news.am (بالإنجليزية). 23 Jan 2025. Archived from the original on 2025-01-21. Retrieved 2025-01-24.
7. ↑  "Azerbaijan MFA express condolences to Türkiye". Apa.az (بالإنجليزية). Archived from the original on 2025-03-17. Retrieved 2025-01-24.
8. ↑  "Lukashenko condoles with Erdoğan over hotel fire victims in Türkiye". eng.belta.by (بالإنجليزية). 22 Jan 2025. Archived from the original on 2025-02-16. Retrieved 2025-01-24.

### عربية
1. ↑  "تركيا.. ارتفاع ضحايا حريق الفندق إلى 78 واعتقال 11 بينهم نائب العمدة / الشرق للأخبار". مؤرشف من الأصل في 2025-01-23. اطلع عليه بتاريخ 2025-01-23.
2. ↑  "66 قتيلا في حريق بمنتجع تزلج شمالي تركيا". الجزيرة نت (بar-EG). Archived from the original on 2025-02-10. Retrieved 2025-01-21.{{استشهاد ويب}}:  صيانة الاستشهاد: لغة غير مدعومة (link)
3. ↑  الشرق (21 يناير 2025). "تركيا.. ضحايا ومصابون في حريق بمنتجع للتزلج". Asharq News. مؤرشف من الأصل في 2025-03-19. اطلع عليه بتاريخ 2025-01-21.
4. ↑  "الاتحاد الأوروبي يتضامن مع تركيا إثر مصرع العشرات في حريق فندق للتزلج شمال البلاد". وكالة الأنباء الكويتية. 21 يناير 2025. مؤرشف من الأصل في 2025-01-23. اطلع عليه بتاريخ 2025-01-24.
5. ↑  "الأمين العام ل(التعاون الإسلامي) يعزي تركيا في ضحايا حريق منتجع التزلج". وكالة الأنباء الكويتية. 22 يناير 2025. مؤرشف من الأصل في 2025-01-23. اطلع عليه بتاريخ 2025-01-23.
6. ↑  "رابطةُ العالَم الإسلامي تتقدَّمُ بخالص العزاء في ضحايا حريقٍ بمدينة بولو التركية". رابطة العالم الإسلامي. 22 يناير 2025. مؤرشف من الأصل في 2025-02-14. اطلع عليه بتاريخ 2025-01-24.
7. ↑  "مملكة البحرين تعزي الجمهورية التركية في ضحايا حريق فندق بمحافظة بولو". وكالة أنباء البحرين. 21 يناير 2025. اطلع عليه بتاريخ 2025-01-24.
8. ↑  "الجزائر تعزي تركيا في ضحايا حريق فندق". وكالة الأنباء الكويتية. 21 يناير 2025. مؤرشف من الأصل في 2025-01-28. اطلع عليه بتاريخ 2025-01-24.
9. ↑  "مصر تعرب عن تعازيها لتركيا في ضحايا حريق الفندق". وكالة الأنباء الكويتية. 21 يناير 2025. مؤرشف من الأصل في 2025-02-03. اطلع عليه بتاريخ 2025-01-24.
10. ↑  "العراق يعزي تركيا بضحايا حريق بولو". وكالة الأنباء العراقية. 21 يناير 2025. مؤرشف من الأصل في 2025-02-09. اطلع عليه بتاريخ 2025-01-25.
11. ↑  "الخارجية تعزي بضحايا الحريق في تركيا". وكالة الأنباء الأردنية. 22 يناير 2025. مؤرشف من الأصل في 2025-02-05. اطلع عليه بتاريخ 2025-01-24.
12. ↑  "خادم الحرمين الشريفين يُعزي الرئيس التركي في ضحايا الحريق الذي اندلع في منتجع بولاية بولو". وكالة الأنباء السعودية. 22 رجب 1446هـ – 22 يناير 2025م. اطلع عليه بتاريخ 24 يناير 2025. {{استشهاد ويب}}: تحقق من التاريخ في: |تاريخ= (مساعدة)
13. ↑  "سمو ولي العهد يُعزي الرئيس التركي في ضحايا الحريق الذي اندلع في منتجع بولاية بولو". وكالة الأنباء السعودية. 22 رجب 1446هـ – 22 يناير 2025م. اطلع عليه بتاريخ 24 يناير 2025. {{استشهاد ويب}}: تحقق من التاريخ في: |تاريخ= (مساعدة)
14. ↑  "أبدت تضامنها مع تركيا.. الخارجية السورية تعزي بضحايا حريق بولو". تلفزيون سوريا. 22 يناير 2025. مؤرشف من الأصل في 2025-01-26. اطلع عليه بتاريخ 2025-01-24.
15. ↑  "جلالة السّلطان يُعزّي الرئيس التركي". وكالة الأنباء العمانية. 22 يناير 2025. اطلع عليه بتاريخ 2025-01-24.
16. ↑  الوسط، بوابة. "«حكومة الدبيبة» تتضامن مع تركيا بعد فاجعة الحريق". alwasat.ly. مؤرشف من الأصل في 2025-01-22. اطلع عليه بتاريخ 2025-01-29.
17. ↑  "إيران تعزي بضحايا حادث الحريق في تركيا". إذاعة طهران العربية. 21 يناير 2025. مؤرشف من الأصل في 2025-02-13. اطلع عليه بتاريخ 2025-01-25.
18. ↑  "الرئيس الروسي يعزي نظيره التركي بضحايا حريق فندق ولاية (بولو)". وكالة الأنباء الكويتية. 22 يناير 2025. مؤرشف من الأصل في 2025-01-29. اطلع عليه بتاريخ 2025-01-23.
19. ↑  "الخارجية الصينية: الصين تعرب عن خالص تعازيها في ضحايا حريق فندق في تركيا". وكالة أنباء شينخوا. 22 يناير 2025. مؤرشف من الأصل في 2025-01-31. اطلع عليه بتاريخ 2025-01-24.